# Henryk Jędrzejewski

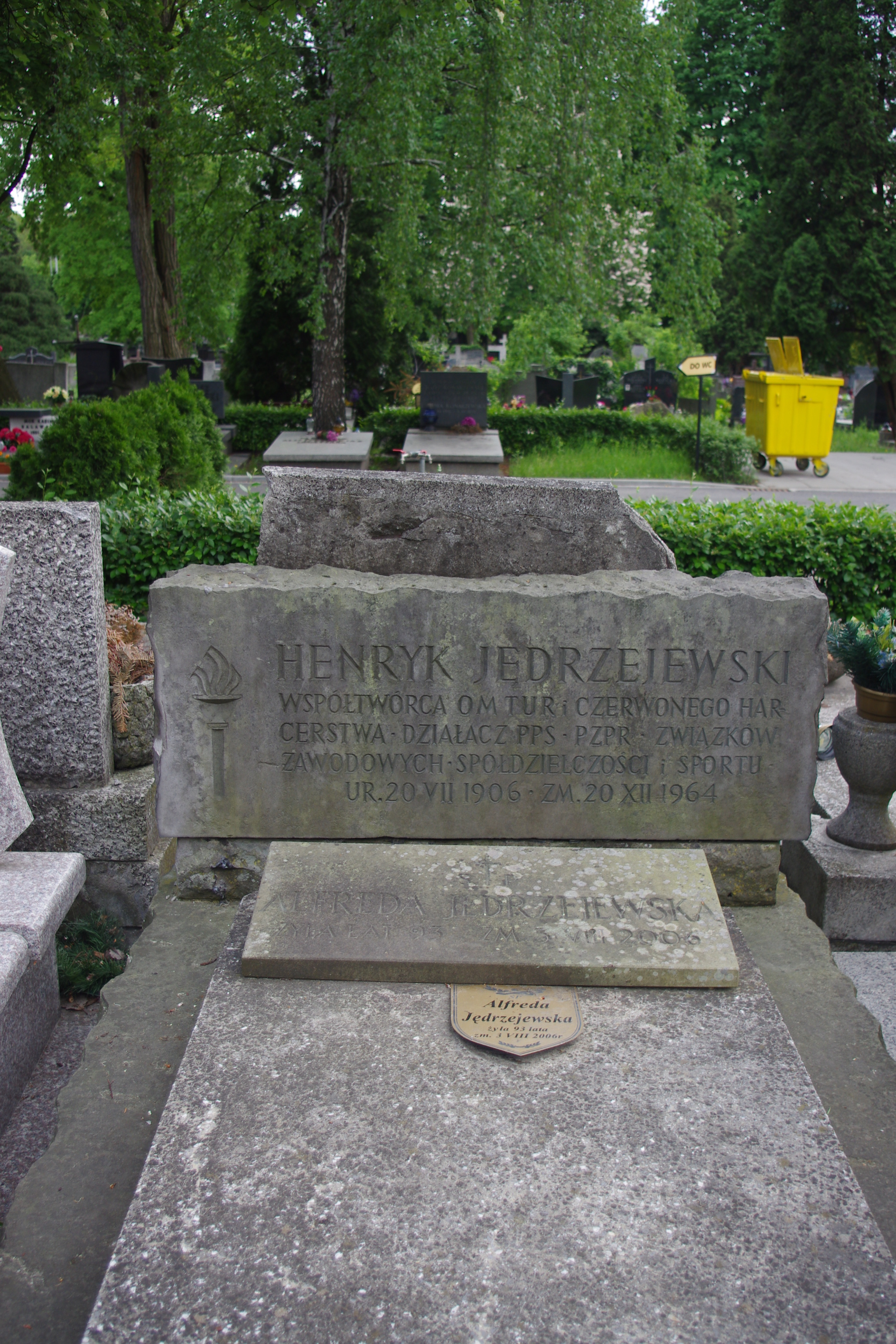
Grób działacza socjalistycznego Henryka Jędrzejewskiego na Wojskowych Powązkach w Warszawie

Henryk Jędrzejewski ps. Henryk Leśniewski, Socjusz (ur. 22 lipca 1906 w Warszawie, zm. 20 grudnia 1964 tamże) – działacz socjalistyczny i związkowy. W czasie wojny w PPS-WRN. Organizator Czerwonego Harcerstwa TUR oraz sportu robotniczego.

## Życiorys

### Działalność w OM TUR i PPS
Po ukończeniu szkoły powszechnej w 1921 do 1927 terminował jako ślusarz. W tym czasie ukończył również wieczorową Szkołę Przemysłową przy Muzeum Przemysłu i Rolnictwa. Od 1922 członek Związku Młodzieży Robotniczej „Siła”. W tym roku również przystępuje do Polskiej Partii Socjalistycznej. Został również członkiem Zarządu Sekcji Młodocianych Pracowników Związku Robotników Przemysłu Metalowego w Polsce.
W 1924 brał udział w Zjeździe Wolnego Harcerstwa w Helenowie pod Warszawą. Został wówczas aresztowany na kilka dni przez policję. Wstąpił do Robotniczego Klubu Sportowego „Siła” na Żoliborzu.
Członek pierwszego koła Organizacji Młodzieży Towarzystwa Uniwersytetu Robotniczego na warszawskich Powązkach. Od 1925 wydawał „Głos Młodzieży Robotniczej” (pismo które stało się później organem OM TUR).
Członek a następnie od 1929 przewodniczący warszawskiego Komitetu Wykonawczego i wiceprzewodniczący Komitetu Centralnego OM TUR. Na Powązkach zorganizował pierwszą „Robotniczą Gromadę Harcerską” będącą początkiem Czerwonego Harcerstwa TUR. Od 1929 do 1931 wchodził w skład Referatu Harcerskiego Zarządu Głównego TUR.
Od 1929 został członkiem Zarządu Dzielnicy Powązkowskiej PPS, zaś w okresie 1930–1932 oraz w 1939 wchodził w skład Warszawskiego Okręgowego Komitetu Robotniczego PPS. Od kwietnia 1939 był skarbnikiem Zarządu Głównego Związku Zawodowego Pracowników Spółdzielczych w RP.

### Okres wojny i okupacji
Uczestniczył w obronie Warszawy we wrześniu 1939. Od listopada 1939 do 1941 przewodniczący Okręgu IV PPS-WRN na Żoliborzu. Po przejściowym aresztowaniu przez 20 miesięcy, w 1943 został przewodniczącym Okręgu I PPS-WRN na Mokotowie. Według biogramu w Słowniku Biograficznym działaczy Polskiego Ruchu Robotniczego tuż przed powstaniem przeniósł się do Piastowa, a pod koniec sierpnia 1944 do Krakowa. Natomiast według relacji żony Alfredy oraz Dyonizego Kozłowskiego z OW PPS, uczestniczył w powstaniu w Śródmieściu, zaś po kapitulacji przedostali się do Krakowa, gdzie przejściowo byli aresztowani.

### Lata powojenne
W styczniu 1945 powrócił do Warszawy, i wstąpił w lutym, do „lubelskiej” PPS. Uczestniczył w Kongresie Zjednoczeniowym w grudniu 1948. Został sekretarzem generalnym Związku Zawodowego Pracowników Spółdzielczych. Od 1946 był członkiem Komisji Centralnej Związków Zawodowych, w latach 1947–1949 członkiem prezydium, zaś po utworzeniu w 1949 CRZZ sekretarzem i urzędującym członkiem Prezydium. W 1949 odwołany z CRZZ, zaś w 1951 usunięty z PZPR. W tym czasie zajął się działalnością sportową w Polskim Związku Bokserskim.
W 1956 przywrócono mu członkostwo w PZPR i umożliwiono działalność w związkach zawodowych. Od 1957 był sekretarzem Zarządu Głównego Związku Zawodowego Pracowników Handlu i Spółdzielczości w Polsce. Od 1961 kierował Krajową Radą Federacji Sportu, Wychowania Fizycznego i Turystyki CRZZ.  Został również prezesem Polskiego Związku Zapaśniczego. Zmarł w grudniu 1964 (kwatera BII30-7-27).
Odznaczony Krzyżem Oficerskim Orderu Odrodzenia Polski.